# Верхний Шкафт
Ве́рхний Шкафт — село в Городищенском районе Пензенской области России. Административный центр Верхнешкафтинского сельсовета.

## География
Село находится в восточной части Пензенской области, в лесостепной зоне, на берегах реки Шкафт, вблизи места впадения в неё реки Ишимка, на расстоянии примерно 24 км (по прямой) к северо-западу от города Городище, административного центра района. Абсолютная высота — 206 м над уровнем моря.
Климат
Климат характеризуется как континентальный, с холодной зимой и жарким летом. Среднегодовая температура — 3,1 °C. Средняя температура воздуха самого холодного месяца (января) составляет −12,9 °C; самого тёплого месяца (июля) — 19 °C. Годовое количество атмосферных осадков — 673 мм, из которых 415 мм выпадает в период с апреля по октябрь. Снежный покров держится в среднем 146 дней.

## Население
| 1748 | 1864  | 1877  | 1897  | 1911  | 1926  | 1930  |
| ---- | ----- | ----- | ----- | ----- | ----- | ----- |
| 454  | ↗1377 | ↗1450 | ↗2071 | ↗2432 | ↘1911 | ↗1920 |
| 1959 | 1970  | 1979  | 1989  | 1998  | 2002  | 2010  |
| ↘959 | ↘790  | ↘653  | ↘528  | ↗539  | ↘501  | ↘335  |

Половой состав
По данным Всероссийской переписи населения 2010 года в гендерной структуре населения мужчины составляли 46,6 %, женщины — соответственно 53,4 %.
Национальный состав
Согласно результатам переписи 2002 года, в национальной структуре населения русские составляли 90 % из 501 чел.